# Theodore Thurston Geer
Theodore Thurston Geer, född 12 mars 1851 i Oregonterritoriet, död 21 februari 1924 i Portland, Oregon, var en amerikansk republikansk politiker. Han var Oregons guvernör 1899–1903.
Geer deltog i amerikanska inbördeskriget och valdes fyra gånger till Oregons lagstiftande församling. År 1891 var han talman i Oregons representanthus och i presidentvalet 1896 var han elektor för William McKinley.
Geer efterträdde 1899 William Paine Lord som guvernör och efterträddes 1903 av George Earle Chamberlain. Han avled 1924 och gravsattes i Portland.